# Gezeitenheizung

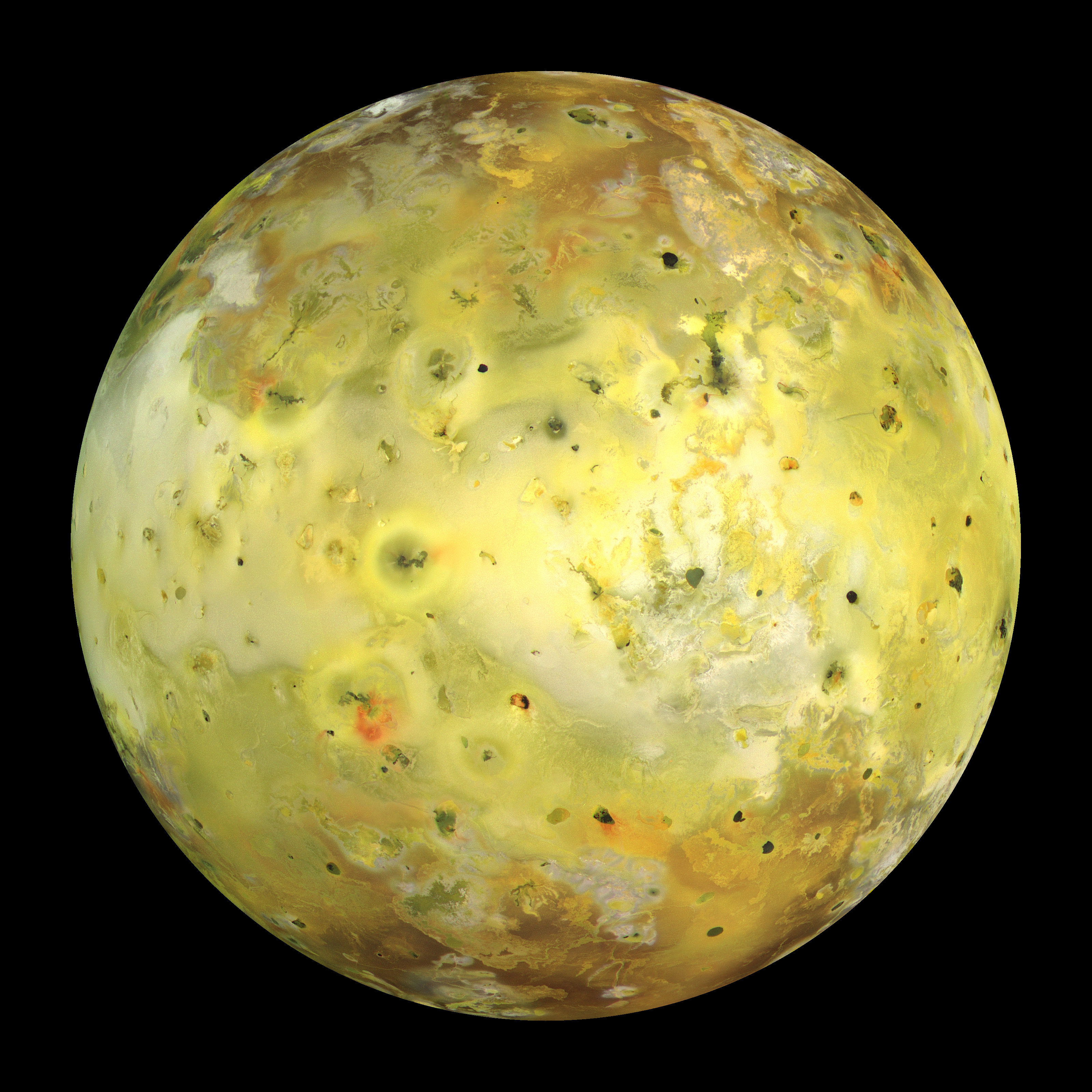
Io ist der Gezeitenheizung unterworfen.

Als Gezeitenheizung wird in der Astrophysik die Wärmeerzeugung eines Planeten oder Satelliten durch Gezeitenkräfte, genauer Gezeitenreibung, verstanden.

## Beschreibung
Bei der Gezeitenheizung wird Bahn- und Rotationsenergie als Wärme entweder im Oberflächenozean oder im Inneren eines Planeten oder Satelliten freigesetzt (oder beides). Wenn sich ein Objekt auf einer elliptischen Umlaufbahn befindet, sind die Gezeitenkräfte in der Nähe der Periapsis stärker als in der Nähe der Apoapsis. Die Verformung des Körpers durch die Gezeitenkräfte (d. h. die Gezeitenwölbung) variiert daher im Laufe seiner Umlaufbahn und erzeugt innere Reibung, die das Innere aufheizt. Diese vom Objekt gewonnene Energie stammt aus seiner Gravitationsenergie, so dass in einem Zweikörpersystem die anfängliche elliptische Bahn mit der Zeit in eine kreisförmige Bahn übergeht (Zirkularisierung durch die Gezeiten). Anhaltende Gezeitenheizung tritt auf, wenn die elliptische Bahn durch die zusätzlichen Gravitationskräfte anderer Körper, die das Objekt immer wieder in eine elliptische Bahn zurückziehen, an der Kreisbewegung gehindert wird. In diesem komplexeren System wird die Gravitationsenergie immer noch in Wärmeenergie umgewandelt, aber statt der Exzentrizität schrumpft nun die Halbachse der Umlaufbahn.
Die Gezeitenheizung ist für die geologische Aktivität des vulkanisch aktivsten Körpers im Sonnensystem verantwortlich: Io, ein Mond des Jupiters. Die Exzentrizität von Io ist das Ergebnis von Resonanzen auf seiner Umlaufbahn mit den Galileischen Monden Europa und Ganymed. Der gleiche Mechanismus hat die Energie geliefert, um die unteren Schichten des Eises zu schmelzen, das den Gesteinsmantel des nächstgelegenen großen Mondes des Jupiters, Europa, umgibt. Allerdings ist die Erwärmung dieses Mondes schwächer, weil er sich weniger stark biegt – Europa hat die Hälfte der Umlauffrequenz von Io und einen 14 % kleineren Radius. Außerdem ist die Umlaufbahn von Europa zwar doppelt so exzentrisch wie die von Io, aber die Gezeitenkraft nimmt mit der dritten Potenz der Entfernung ab und ist bei Europa nur noch ein Viertel so stark. Jupiter hält die Bahnen der Monde durch die Gezeiten aufrecht, die sie auf ihm auslösen, und so treibt seine Rotationsenergie das System letztlich an. Auch beim Saturnmond Enceladus vermutet man, dass sich unter seiner eisigen Kruste ein Ozean aus flüssigem Wasser befindet, der auf die Gezeitenheizung durch seine Resonanz mit Dione zurückzuführen ist. Es wird angenommen, dass die Wasserdampfgeysire, die Enceladus ausstößt, durch die Reibung im Inneren des Mondes angetrieben werden.
Die Heizrate durch die Gezeiten, {\displaystyle {\dot {E}}_{\text{Gezeiten}}}, in einem natürlichen Satelliten mit gebundener Rotation, und eine koplanare, exzentrische Bahn aufweist, lautet:
{\displaystyle {\dot {E}}_{\text{Gezeiten}}=-\operatorname {Im} (k_{2}){\frac {21}{2}}{\frac {GM_{h}^{2}R^{5}ne^{2}}{a^{6}}}}
Dabei sind {\displaystyle R}, {\displaystyle n}, {\displaystyle a}, und {\displaystyle e} der mittlere Radius des Satelliten, die mittlere Bahnbewegung, der Bahnabstand und die Exzentrizität des Satelliten. {\displaystyle M_{h}} ist die Masse des Zentralkörpers und {\displaystyle \operatorname {Im} (k_{2})} ist der Imaginärteil der Love-Zahl zweiter Ordnung, der die Effizienz misst, mit der der Satellit die Gezeitenenergie in Reibungswärme umwandelt. Dieser Imaginärteil wird durch das Zusammenspiel von Rheologie und Eigengravitation des Körpers bestimmt. Er ist daher eine Funktion des Körperradius, der Dichte und der rheologischen Parameter (Schermodul, Viskosität und andere – je nach rheologischem Modell). Die Werte der rheologischen Parameter hängen wiederum von der Temperatur und der Konzentration der Teilschmelze im Inneren des Körpers ab.
Die von den Gezeiten verursachte Verlustleistung in einem unsynchronisierten Rotator wird durch einen komplexeren Ausdruck bestimmt.